# 黔南荔波机场
黔南荔波机场简称荔波机场，是中华人民共和国贵州省黔南布依族苗族自治州荔波县的一座旅游支线机场，飞行区等级4C，与荔波县城之间直线距离9千米，公路距离14千米。
机场于2003年3月28日开工建设，于2007年11月7日正式开通运营，目前正在进行改造工程，机场暂时关闭。

## 机场技术规格

### 跑道
荔波机场共设有一条跑道（03/21），长2600米，宽45米，跑道两端均设有I类精密进近灯光系统，具备盲降条件，可供B737-800和A320等机型起降。

### 航站
黔南荔波机场航站楼面积为3334平方米，单层布局，高18.085米，可满足年旅客吞吐量22万人次的使用需求。

## 航空公司与航点
2025年夏秋航季（3月30日至10月25日）
| 航空公司     | 目的地           |
| ------------ | ---------------- |
| 多彩贵州航空 | 怀仁、铜仁、兴义 |

## 历史

### 规划与建设
（待补充）

### 扩建工程
荔波机场建设标准较低，长度为2300米的跑道仅可起降B737-700和A319等机型，条件严重受限。
2020年4月29日，荔波机场改扩建工程正式开工，将跑道延长300米至2600米，升级飞行区等级至4C，并将次降方向21号跑道端原B型简易进近灯光系统升级为与03号跑道端相同的I类精密进近灯光系统，并配套建设空管、助航灯光、供油、消防救援系统等设备，使机场具有直飞北京的条件。同时扩建站坪机位数量至5个，提高航班吞吐容量。预计2023年投入运营。
2022年3月，机场进入封闭改造阶段。2024年已恢复投入使用。

## 相关图像
- 机场塔台（2022年1月）